# Hidden Place
Hidden Place è una canzone della cantante islandese Björk del 2001 ed è il primo singolo tratto dall'album Vespertine.
Ha ottenuto un discreto successo nel Regno Unito, raggiungendo la posizione numero 21, e in Canada la 16.

## Descrizione
Essendo la prima traccia dell'album, rappresenta ed introduce molto bene l'intera atmosfera dell'album stesso, che si compone di melodie minimaliste e un modo di cantare pacato, quieto, quasi bisbigliato. 
Il testo del brano parla di come Björk voglia tenere le sue emozioni e relazioni per sé, costruendo un mondo alla larga da tutti quanti in cui lei possa condividere i suoi sentimenti con chi di più caro ha.
La versione dell'album presenta un'intera strofa in più, che non è possibile ascoltare in quella del singolo e quindi nel videoclip.
In occasione del Björk Orkestral, serie di concerti del 2021 in cui ha celebrato la sua carriera, Björk ha affermato sulla canzone:

## Tracce
CD1
1. Hidden Place – 4:00
2. Generous Palmstroke – 4:26
3. Verandi – 4:28

CD2
1. Hidden Place (a cappella) – 5:15
2. Mother Heroic – 2:43
3. Foot Soldier – 2:35

## Classifiche
| Classifica (2001) | Posizione massima |
| ----------------- | ----------------- |
| Belgio (Fiandre)  | 17                |
| Belgio (Vallonia) | 14                |
| Danimarca         | 19                |
| Finlandia         | 10                |
| Francia           | 20                |
| Germania          | 70                |
| Italia            | 24                |
| Norvegia          | 19                |
| Paesi Bassi       | 60                |
| Regno Unito       | 21                |
| Spagna            | 1                 |
| Svezia            | 47                |
| Svizzera          | 77                |